# 콘도르 은하
NGC 6872(또는 콘도르 은하로 알려져 있다.)와 IC 4970은 공작자리 방향으로 약 2억 1,200만 광년 떨어져 있는 상호작용은하이다.

## NGC 6872
NGC 6872는 하늘에서 6′만큼 걸쳐저 있다. 나선팔 끝에서 다른 나선팔 끝까지의 실제 길이는 약 522,000 광년에 이르며, 현재 가장 큰 나선 은하 중 하나이다.

## 같이 보기
- 더듬이 은하 또 다른 거대나선은하

- Malin 1 가장 거대한 은하 중 하나
- NGC 262 또 다른 거대한 은하
- NGC 6876 주변의 또 다른 거대한 은하

- 더듬이 은하